# ダラー・レニハン
ダラー・レニハン（1994年3月16日 - ）はアイルランド共和国のサッカー選手。ポジションはDF。ミドルズブラFC所属。

## 経歴
2011年夏にブラックバーン・ローヴァーズFCと契約した。その2日後には2014年5月までの契約を再び結んでいる。
2014年10月、バートン・アルビオンFCに期限付き移籍した。
2015年4月、ミルウォールFC戦に出場し、ブラックバーンで初出場を果たした。
2022年6月24日、ミドルスブラへ4年契約で移籍。

### 代表歴
2018年2月、アメリカ合衆国代表戦でA代表デビューを果たした。